# Poppenbüttel
Poppenbüttel (en baix alemany Poppenbüddel) és un barri del districte de Wandsbek a la ciutat estat d'Hamburg a Alemanya. El 2015 tenia 26.675 habitants sobre una superfície de 8,1 km². El Poppenbütteler Graben forma la frontera amb Lemsahl-Mellingstedt i el Mellingbek al nord, l'Alster a l'est amb Sasel i després de traversar el poble, al sud amb Wellingsbüttel, i Hummelsbüttel a l'oest. Les comunicacions molts bons i es troba a l'estació terminal de la línia del metro d'Hamburg S1.
El nom prové del baix alemany Poppenbüddel el que significa masia d'en Poppilo, un nom freqüent a l'edat mitjana. El primer esment escrit data del 1336. Fins al segle xix era un petit assentament rodó (un rundling de set masies a l'entorn de la plaça major, a més d'unes quantes cabanes de camperols disperses. Hi havia sengles molins d'aigua al Mellingbek i l'Alster. Des dels 1336/1389 pertanyia al capítol de la catedral d'Hamburg, el 1803 va passar sota el domini de Cristià VII (1749-1808) de Dinamarca.
Des de l'edat mitjana era principalment un poble de masòvers, fins que a mitjans del segle xviii s'hi van establir artesans a l'entorn dels molins (el calderers al l'entorn del molí Kupfermühle), una foneria d'argent i una casa de moneda fins al 1808. El riu Alster va quedar una ruta comercial important, tot i que la connexió amb Lübeck via el canal Alster-Trave ja es va destrossar el 1550, mitjançant les rescloses connectava el poble amb el port d'Hamburg. El 1864, després de la Guerra dels Ducats va passar sota domina prussià. Del 1867, fins a la seva fusió amb la ciutat estat d'Hamburg decidit pel govern nazi el 1937, va ser un municipi independent.
Situat a l'entorn de la vall de l'Alster, des de la fi del segle xix va esdevenir una destinació d'escursionistes i molts rics hamburguesos hi van establir una segona residència. L'obertura de l'estació de rodalies el 1918 va connectar el poble amb el centre de la ciutat el que encara va augmentar la influència d'Hamburg, malgrat qu'aleshores s'havia encara de travessar la frontera d'estat amb Prússia, no es va parar la urbanització del poble. En ser més tranquil per no tenir cap equip estratègic, a la Segona Guerra Mundial durant els bombardejos aliats i l'Operació Gomorra (1943) va accullir molts refugiats de la ciutat incendiada.
Ara per ara és un poble residencial. La major activitat econòmica és el comerç, els serveis, les residències per a gent gran i les escoles. Al polígon Poppenbütteler Bogen es va establir una mica d'indústria (fàbrica de joieria de fantasia, impressió de senyeres…). El poble apareix a la novel·la El sistema de Karl Olsberg (1960-…), traduït al catala el 2011 per Alícia Mirall.

## Llocs d'interès
- El sender per a vianants lents a la ribera de l'Alster, construït a l'antic camí de sirga
- El centre comercial «Alstertal», un dels més llargs d'Hamburg, amb totes les cadenes de distribució predictibles com se'n troben a tots els centres comercials d'Alemanya
- El parc natural a la vall del Poppenbütteler Graben
- L'Hospital de l'Esperit Sant, residència de gent gran creat el 1227 a Hamburg, emigrat el 1950 cap a Poppenbüttel.[5]

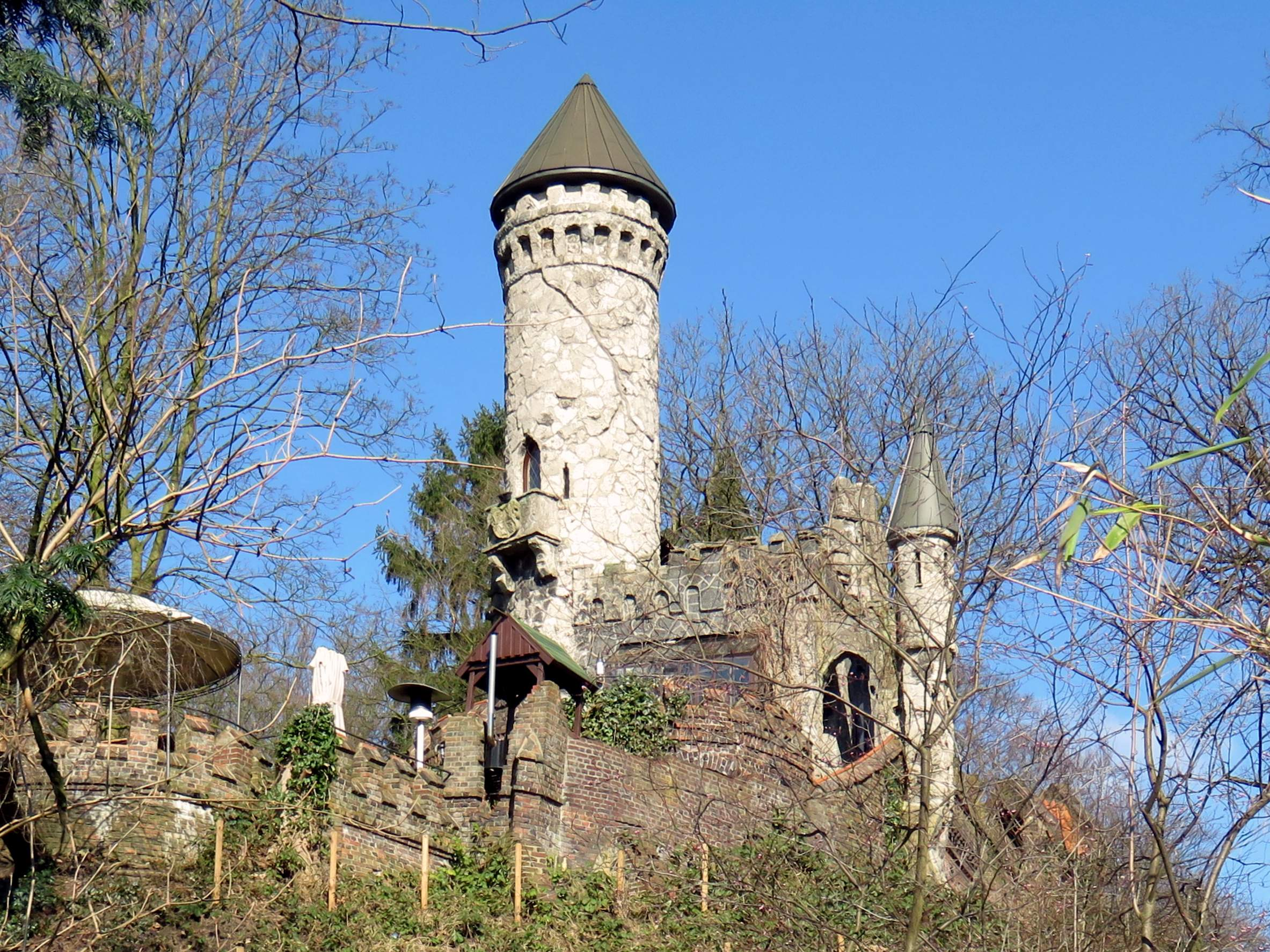
Ruïna del burg Henneberg, un capritx arquitectural
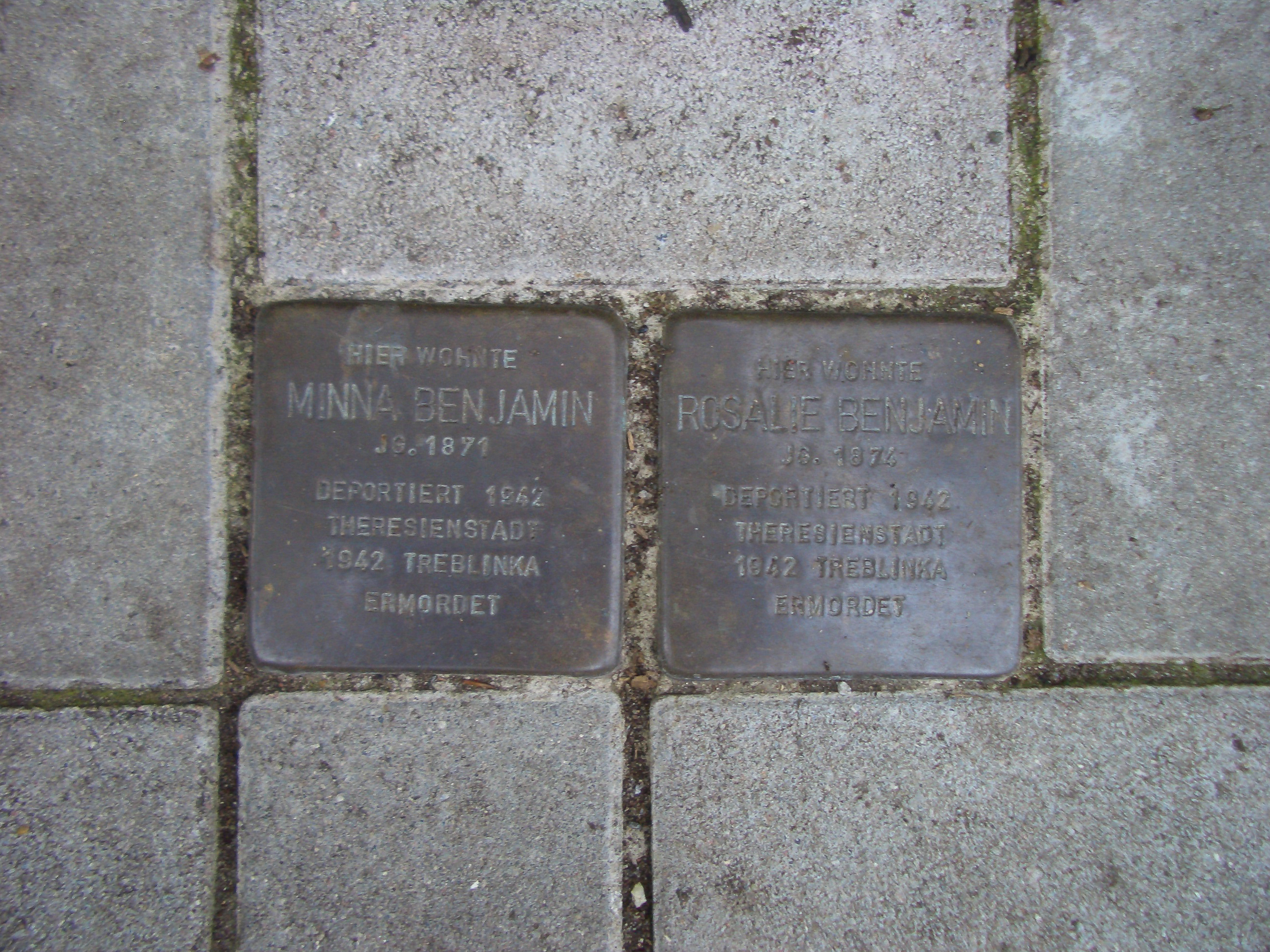
Stolpersteine al carrer Emekesweg
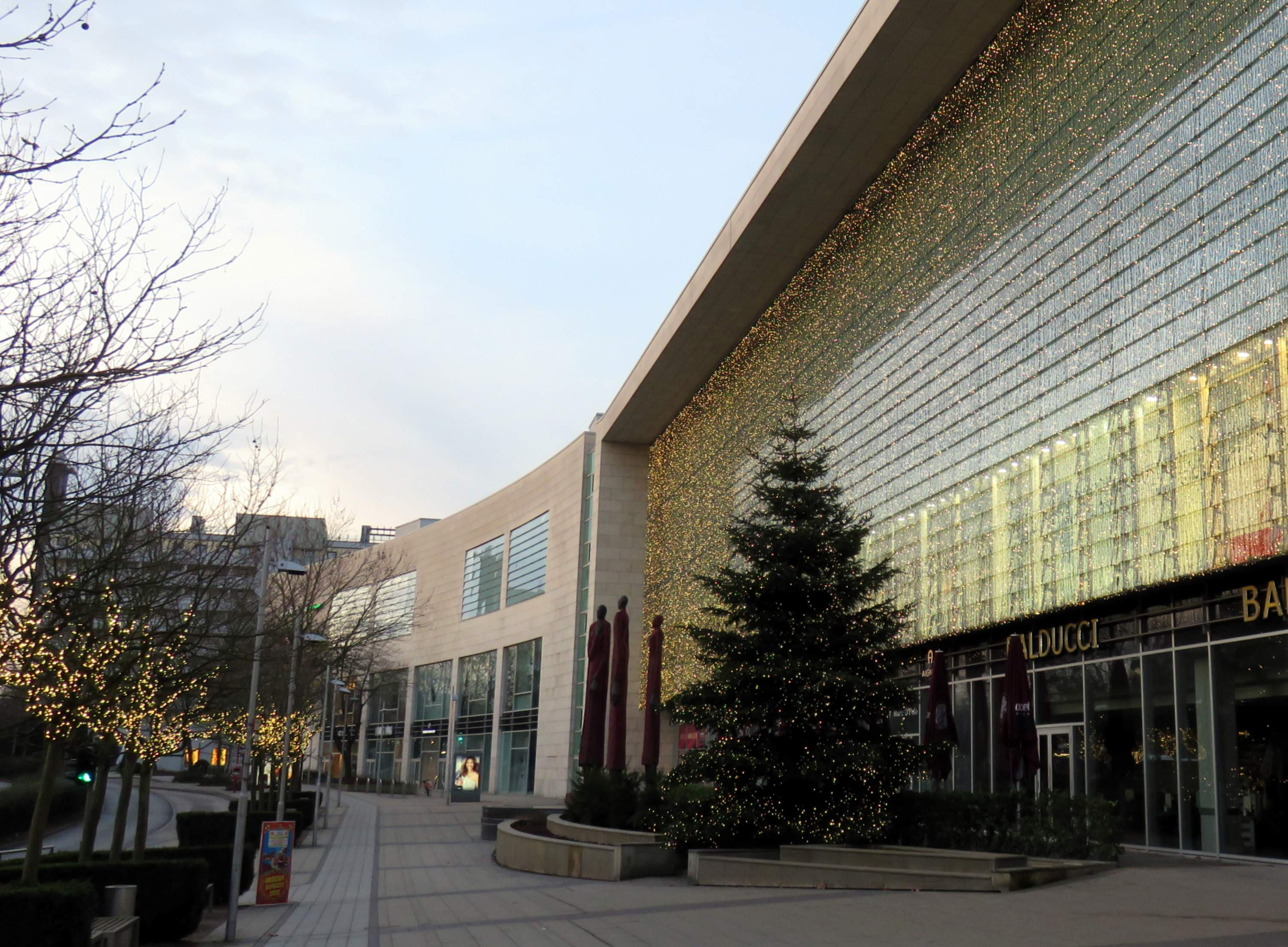
Centre comercial «Alstertal»
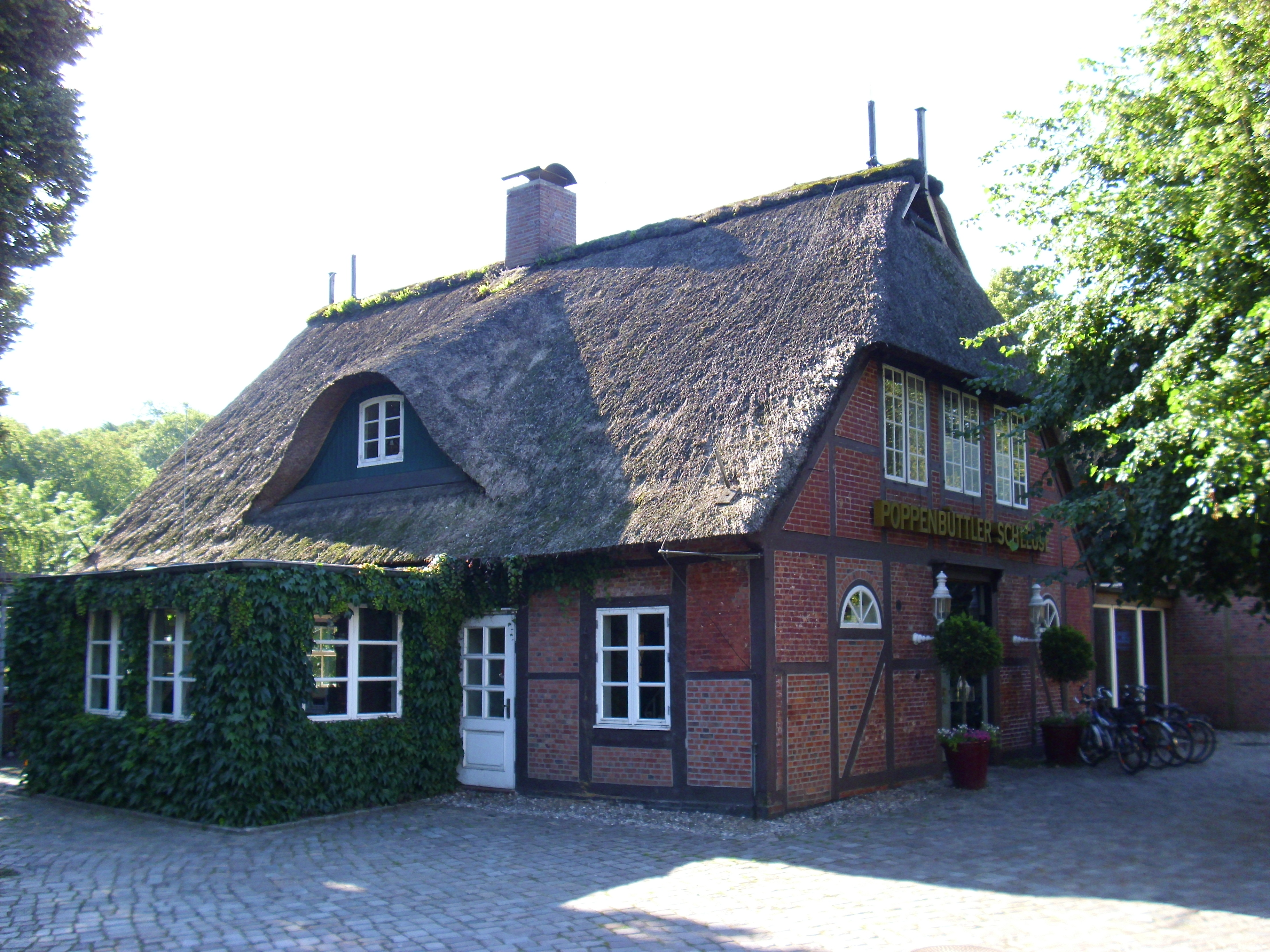
Antiga casa d'assuter a la resclosa de l'Alster

## Persones
- Hinrich-Ludwig Frahm (1856-1936), mestre, historiador i poeta
- Otto Henneberg-Poppenbüttel (1905-1986), polític
- Josefine Farin (1963-…), llevadora[6]